# A-xà-thế
Ajatashatru (A Xà Thế, zh. 阿闍世, sa. ajātaśatru, pi. ajātasattu, bo. ma skyes dgra མ་སྐྱེས་དགྲ་) là vua nước Magadha – một vương quốc cổ ở phía bắc tiểu lục địa Ấn Độ. Ông đã trị vì Magadha trong 8 năm cuối cùng tại thế của Phật Thích-ca Mâu-ni và 22 năm kế tiếp (khoảng 491 - 461 trước Công nguyên). Ông là người giết hại vua cha Bimbisara (Tần-bà-sa-la) và cùng Đề-bà-đạt-đa (sa., pi. devadatta) định ám hại Đức Phật, nhưng không thành. Cuối cùng ông giác ngộ theo Phật và phụng sự Phật pháp. Dưới thời Ajatashatru, Magadha trở thành vương quốc cường thịnh nhất ở miền Bắc Ấn Độ.

## Tên gọi
Thái tử Ajatashatru có ba cái tên
- Ajatashatru được dịch là "Vị sinh oán" (zh. 未生怨) - với ý kết oán trước khi sinh - là kẻ khi sinh ra được tiên đoán sẽ giết cha. Ajatashatru muốn đoạt quyền quá sớm, cùng với Đề-bà-đạt-đa âm mưu vừa giết Phật vừa giết cha. Âm mưu này bại lộ, vua Bimbisara tha tội cho con và giao ngai vàng. Ajatashatru vẫn không yên tâm vì vua cha còn sống, nên đã hạ ngục và bỏ đói vua cha. Thấy Bimbisara vẫn vui vẻ Ajatashatru cho người giết vua cha.
- Bà-la-lưu-chi khi sinh thái tử ra, hoàng hậu Vaidehi bồng thái tử đứng trên lầu cao, nghe mấy thầy tu đoán ân oán thái tử như vậy nên bủn rủn tay chân mà đánh rơi thái tử xuống đất hư hết một ngón tay, nên thái tử có thêm tên Bà-la-lưu-chi (người hư một ngón tay).
- Thiện-kiến sau đó mọi người trong hoàng tộc thấy ngẫu nhiên thái tử có những cái tên không hay bèn thống nhất gọi một cái tên khác là Thiện-kiến.

Thái tử ngỡ rằng mình chỉ có tên Thiện-kiến nhưng sau khi gặp Đề-bà-đạt-đa, ông này có ý đồ xấu nên kể căn cội hai cái tên kia cho thiện-kiến biết. Từ đó ác nghiệp bắt đầu bùng phát trong hành vi của Ajatashatru.

## Ajatashatru trong Đạo Phật
Nguyên tiền thân Ajatashatru là một vị tu sĩ vừa đắc quả tiên, gặp vua Bimbisara đi săn thất bại nên trút giận mà lỡ tay giết vị tu sĩ này. Quả vị còn thấp kém nên vị tu sĩ phát oán nghiệp mà đầu thai lại trả thù. Tuy nhiên do căn tu còn đó nên cuối cùng cũng được Phật hoá độ.
Theo kinh Phật, thái tử Ajatashatru nghe tỳ-kheo Đề-bà-đạt-đa, một đệ tử phản bội Phật Tổ, xúi gục nên đã lập mưu cướp ngôi cha mình. Vụ việc bị bại lộ, nhưng vua Bimbisara không nỡ giết Ajatashatru, trái lại ông tự nguyện nhường ngôi vua cho con trai. Tuy nhiên, Ajatashatru vừa lên ngôi xong đã tống giam phụ vương vào ngục thất và nghiêm cấm mọi người, kể cả quốc mẫu Vaidehi là mẹ ruột Ajatashatru, không được mang thức ăn đến. Về sau Ajatashatru sai sát thủ vào ngục gọt da gót chân Bimbisara và hơ lửa làm cựu vương chết đau đớn. Cùng hôm đó, Ajatashatru nhận tin người con trai đầu lòng của ông vừa sinh ra, ông liền chạy đi tìm quốc mẫu Vaidehi để chia sẻ với mẹ về niềm hoan hỷ và lòng yêu thương của ông dành cho đứa con mới sinh ra. Vaidehi kể lại cho nhà vua nghe về việc cha ông tận tâm yêu thương chăm sóc ông khi ông còn tấm bé, khiến Ajatashatru cảm động, ông sai người thả vua cha Bimbisara khỏi ngục thất, nhưng Bimbisara đã mất trước khi có thể được cứu ra ngoài.

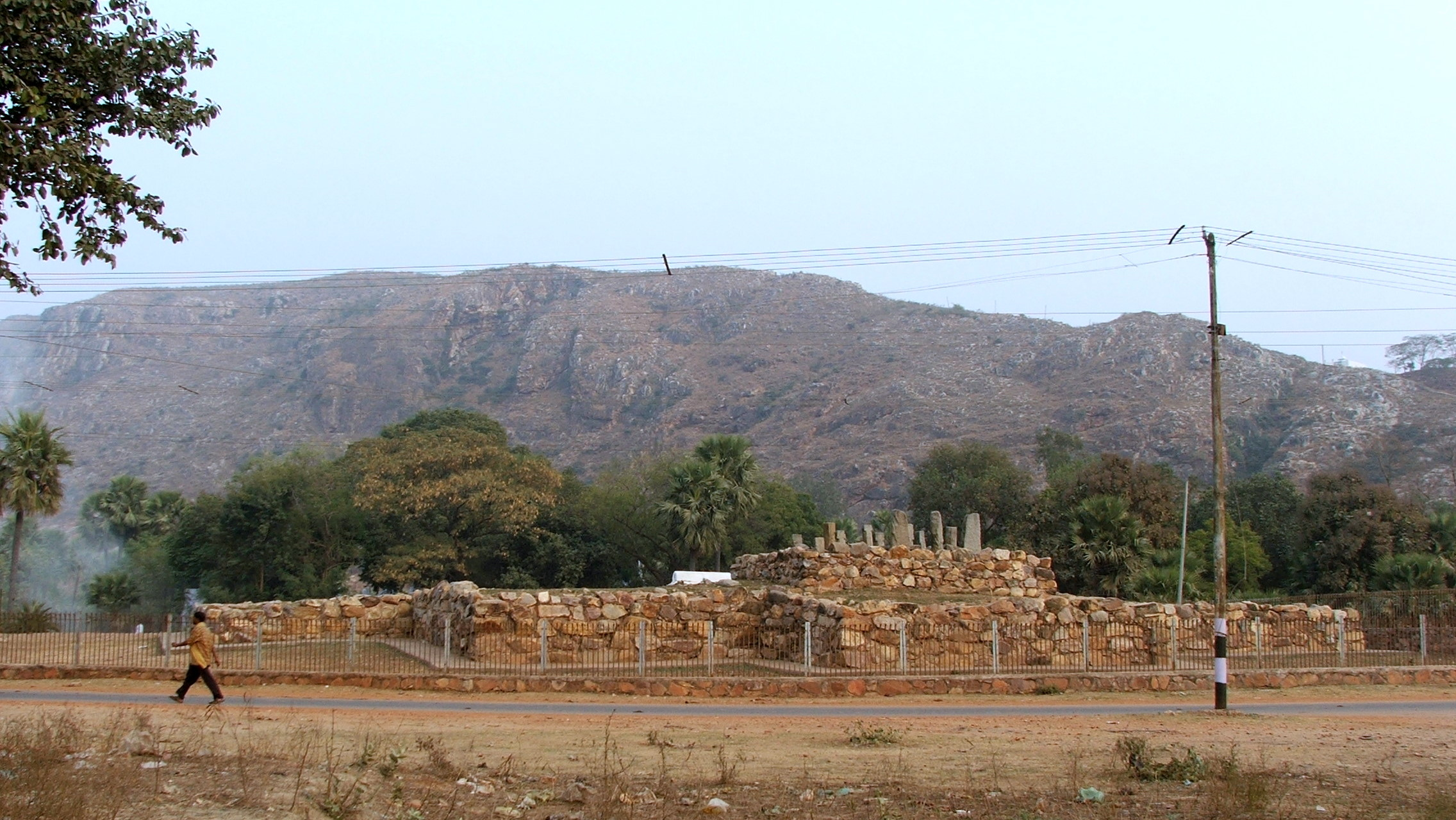
Ajatashatru được hỏa táng ở stupa của ông tại Vương-xá.

Sau cái chết của vua cha Bimbisara, Ajatashatru hết sức đau khổ và lâm bệnh rất nặng. Triều đình vời nhiều các danh y tới chữa nhưng không thành công. Sau này ngự y Jivaka đã thuyết phục Ajatashatru tìm đến Phật Tổ xin sám hối, nhưng Ajatashatru e sợ rằng Phật Thích-ca sẽ không dung thứ cho ông đã câu kết với Đề-bà-đạt-đa hại Phật. Jivaka khẳng định với nhà vua rằng Phật là "ngài là bậc giác ngộ hoàn toàn có một không hai trên thế gian này", và đã chinh phục được rất nhiều người ngoại đạo và thậm chí cả Angulimala, một sát nhân khét tiếng ở nước Kosala láng giềng. Nghe lời Jivaka, Ajatashatru thân hành đến tịnh xá Kỳ-Viên (Jetavana) thành Sāvatthī (Kosala), đặng xin sám hối với Phật. Phật Tổ khuyên bảo nhà vua:
| “                      | Người đã chết sẽ không thể sống lại được, nếu đại vương cứ đau buồn, thương xót thì cũng không lợi ích gì, chi bằng hiện tại đại vương phát nguyện sám hối, dứt khoát không làm các điều ác mà hay làm các điều lành, giúp dân chúng an cư lạc nghiệp, ổn định đời sống dài lâu, luôn thương yêu, đùm bọc, giúp đỡ mọi người trên tinh thần vô ngã, vị tha, lấy tình thương chuyển hóa hận thù, luôn từ bi, độ lượng, bao dung và tha thứ. | ” |
| — Phật Thích-ca-Mâu Ni | |   |

Từ đó Ajatashatru trở nên coi trọng Phật Thích-ca cùng Tăng-già và qua đó có phần tỉnh ngộ. Tuy nhiên, Ajatashatru vẫn chưa đoạn trừ lòng tham, có lần ông cất quân sang đánh nước Kosala hòng sáp nhập vương quốc láng giềng ấy vào lãnh thổ của mình. Ajatashatru dàn quân nghênh chiến với vua Kosala là Prasenadi và liên tục chiến thắng, nhưng trong trận đánh quyết định của cuộc chiến, Prasenadi cho quân giả vờ rút lui; nhân lúc quân Magadha sơ hở, Prasenadi sau đó tung quân tập kích đánh tan địch, bắt Ajatashatru. Vua Magadha được tha chết, nhưng sau cuộc bại trận đó ông trở nên oán hận, quyết tâm phục thù nước Kosala. Tình huống này đã truyền cảm cho Phật Tổ đọc lên bài kệ được ghi lại trong tập 1, kinh Tương Ưng Bộ thuộc kinh tạng kinh tạng Pàli:
Thắng trận sanh thù oán,
Bại trận nếm khổ đau,
Ai bỏ thắng, bỏ bại,
Tịch tịnh, hưởng an lạc.
Về sau, Ajatashatu sai đại thần Vassakara đến hỏi ý Phật về khả năng đánh bại liên minh bộ tộc Vajjī, một dân tộc vốn có chính sách dân chủ, bằng sức mạnh quân sự. Phật cho biết người Vajjī không thể bị khuất phục bằng vũ lực vì dân nước đó rất đoàn kết. Sau khi Phật nhập Niết-bàn, Ajatashatru lập một tháp thờ xá-lợi của Phật. Ông cũng là người xây dựng một giảng đường lớn trong lần Kết tập thứ nhất. Theo sách Đại vương thống sử (Mahavamsa), sau khi cai trị 32 năm, Ajatashatru cũng bị con là Udayabhaddaka giết và soán ngôi y như mình vậy.<ref>

## Ajatashatru trong Đạo Kỳ Na
Trong Kỳ Na giáo, Vua Ajatashatru cũng đóng vai trò quan trọng, cùng thời với Đức Mahavira (Vị Tirthankara thứ 24). Trong tất cả các kinh Kỳ Na, ông được miêu tả là người rất sùng bái Đạo Kỳ Na. Trong Kinh Uvavai nêu bật mối quan hệ của ông với Đức Mahavira. Ông đã gặp Đức Mahavira nhiều lần tại Vaishali và Champa. Trong kinh điển Kỳ Na giáo có nói rằng Ajatashatru tuyên bố niềm tin mạnh mẽ vào triết lý của Mahavira về từ bỏ và bất bạo động. Người ta tìm thấy một tượng đá của Đức Mahavira tại Mathura có từ thế kỷ thứ 5 trước Công nguyên, có một dòng chữ trên tượng này nói rằng vua Ajatashatru tôn thờ Đức Mahavira.